# Symphorien Boittelle
Pour les articles homonymes, voir Boittelle.
Symphor Casimir Joseph Boittelle, né le 22 février 1813 à Fontaine-Notre-Dame près de Cambrai et mort le 22 novembre 1897 à Paris, est un administrateur et homme politique français du XIXe siècle.

## Biographie
Symphor Casimir Joseph Boittelle est le fils d'un marchand épicier puis homme d'affaires cambrésien, Casimir Joseph Boittelle (1791-1879), président de la compagnie des mines de Vicoigne, et le frère des banquiers Alexis et Édouard Boittelle, cofondateurs (1850) et administrateurs de la compagnie des mines de Béthune.
Destiné à la carrière des armes, Symphorien Boittelle entra à Saint-Cyr en 1833. Engagé dans la cavalerie, il parvint au grade de sous-lieutenant (1835) puis de lieutenant (1840) au sein du 5e Régiment de Lanciers commandé par le colonel Vidal de Léry et caserné à Joigny. Cependant, son comportement querelleur nuisit à son avancement et il dut quitter l'armée en 1845.

Peu de temps auparavant, alors que son régiment était en garnison à Colmar, il avait rencontré celle qui allait devenir son épouse, Amélie-Caroline-Wilhelmina dite Mina Haussmann (1823-1869), fille de Balthazar Haussmann (1791-1854), un riche industriel du Logelbach en parenté avec l'administrateur Georges Eugène Haussmann (alors sous-préfet), et d’Émilie, fille du général Levasseur.
Malgré ses tendances légitimistes, Boittelle se lia aux bonapartistes sous la Deuxième République et devint l'agent électoral de Persigny dans le Nord. Ces services furent récompensés, après le Coup d’État du 2 décembre 1851, par son affectation à différents postes dans l'administration : nommé sous-préfet de Saint-Quentin en février 1852, Symphorien Boittelle fut placé à la tête de la préfecture de l'Aisne en mars 1853 puis à celle de l'Yonne en septembre 1856. Chevalier de la Légion d'honneur depuis 1853, il fut nommé préfet de police après l'attentat d'Orsini et la démission de Pietri (1858). Il occupa ce poste, qu'il cumula avec la direction générale de la Sûreté publique, pendant près de huit ans (1858-1866). À ce titre, il contribua à la politique répressive menée par le général Espinasse et ses successeurs au ministère de l'Intérieur. Usant de son influence, Symphorien Boittelle aida son frère Édouard, candidat officiel du régime dans le Nord, à être élu député au Corps législatif en juin 1863. Mais les irrégularités commises en sa faveur entraînèrent son invalidation puis, en mars 1864, l'organisation d'une nouvelle élection qui vit la victoire de son concurrent indépendant, Stiévenart-Béthune.
Promu officier (1858) puis grand officier (1862) de la Légion d'honneur, Symphorien Boittelle fut élevé à la dignité de sénateur par décret impérial du 20 février 1866.
Après avoir perdu son siège de sénateur à la chute de Napoléon III (1870), Boittelle fut mis à la retraite (1874). Il continua cependant de militer en faveur de la cause impériale et se présenta, sans succès, comme candidat conservateur aux élections législatives de 1881.
Mort le 22 novembre 1897 en son domicile parisien du 45 de la rue Raynouard, il fut inhumé au cimetière du Père-Lachaise.